# Sonderbehandlung
Sonderbehandlung (abr. S.B.) es un término en alemán que significa «tratamiento especial». Si bien puede referirse a cualquier tipo de tratamiento preferencial, es conocido fundamentalmente como un eufemismo empleado por funcionarios nazis y de la SS como sinónimo de asesinato. Adquirió notoriedad por primera vez en el marco de la Aktion T4, donde doctores de la SS mataron a enfermos mentales y discapacitados entre 1939 y 1941, y se convirtió en una de varias palabras no específica que los nazis usaron para documentar el asesinato en masa y el genocidio. Estas palabras también fueron empleadas para referir de manera imprecisa al equipamiento usado para perpetrar tales actos, como las cámaras de gas y Zyklon B. El verdadero significado de Sonderbehandlung fue ampliamente conocido al interior de las SS y, en abril de 1943, el Reichsführer-SS Heinrich Himmler estaba tan preocupado por la seguridad que eliminó el término en un informe secreto redactado. 
Berel Lang sostiene que el lenguaje disimulado fue empleado 

no solo en comunicaciones emitadas para el público judío cuando la intención de quienes emitían las comunicaciones era engañar a los judíos para minimizar la posibilidad de resistencia, pero también en los discursos dirigidos al mundo exterior y, lo que quizás resulte más significativo, en las comunicaciones internas entre oficiales que sin duda conocían (y que eran, a veces, los responsables) las sustituciones lingüísticas estipuladas por la nomenclatura establecida.

## Antecedentes
Para el verano boreal de 1941, Aktion T4 ya era de público conocimiento en Alemania, así como en países neutrales y enemigos de Alemania. El 24 de agosto de 1941, Hitler ordenó al jefe adjunto de la operación, el dr. Karl Brandt, detenerlo debido a las protestas públicas; sin embargo, este continuó todavía no solo fuera de la mirada pública, sino también con mayor intensidad.
Cuando las nazis debían documentar asesinatos, Sonderbehandlung fue uno de varios eufemismos empleados. Los médicos de la Aktion T4 usaron desinfiziert (descontaminado) para documentar el gaseo de individuos enfermos mentales y discapacitados. El plan para exterminar a los judíos de Europa fue denominado Die Endlösung der Judenfrage (La solución final de la cuestión judía). Otras palabras para describir las operaciones de exterminio incluían:
- "Evakuierung" (evacuación)
- "Aussiedlung" (expulsión)
- "Umsiedlung" (reasentamiento)
- "Auflockerung" (remoción - de los habitantes de un gueto)[4]
- "Befriedungsaktion" (pacificación)[4]
- "Ausserordentliche Befriedungsaktion" o "A.B. Aktion" (pacificación especial)[4]
- "Abwanderung" (emigración)[4]
- "Säuberung" (limpieza)[4]
- "Sicherheitspolizeilich durchgearbeitet" (realizado en coordinación con el Sicherheitsdienst)[4]

El Discurso de Posen pronunciado por Heinrich Himmler en octubre de 1943 es el primer documento conocido en el cual un miembro del Gobierno nazi hablaba explícitamente sobre la perpretación del Holocausto durante la guerra. Himmler menciona la Judenevakuierung o «evacuación de los judíos», que usa como sinónimo de su exterminio. En un momento de su discurso, Himmler afirma «eliminación de los judíos, exterminio, lo estamos haciendo», hace una pasa brevemente en medio de «eliminación» (Ausschaltung) antes de continuar diciendo «exterminio» (Ausrottung). Su duda al pronunciar «eliminación» puede ser considerada como un rápido examen mental para ver si era o no aceptable usar tales palabras frente a su audiencia. Su conclusión fue afirmativa, pues se trataba de una reunión privada con los altos mandos de las SS. Este incidente ha sido comparado con otro en que Josef Goebbels se autocorrigió en sentido opuesto. En su discurso de guerra total el 18 de febrero de 1943, empieza diciendo «Ausrottung des Judentum» («exterminio de los judíos»), pero rectifica para decir «Ausschaltung», teniendo en mente que estaba hablando para un público amplio. La frase resultante fue «Ausrott...schaltung des Judentums», que puede ser traducido como «exter... eliminación de los judíos»

## Uso
El término aparecido por primera vez el 20 de septiembre de 1939 en un decreto promulgado por el jefe de la Gestapo y del Sicherheitsdienst, el Obergruppenführer de las SS Reinhard Heydrich, dirigido a todos los departamentos de policía: 

...debe distinguirse entre aquellos que pueden tratarse de la manera habitual y quienes deben recibir un tratamiento especial. En este último caso se trata de individuos que, dada su naturaleza indeseable, su peligrosidad o que pueden servir como herramientas de propaganda para el enemigo, deben eliminarse sin hacer distinciones entre personas y sin consideración alguna (a saber, por ejecución).

No obstante, el uso estaba dirigido contra alemanes más que contra judíos (se relaciona con "los principios de seguridad interna de Estado en la guerra"); sin embargo, la ley permitió el asesinato de cualquier persona que el régimen deseara. Un memorándum fechado seis días después de una reunión de la Oficina Central de Seguridad del Reich (RSHA, por sus siglas en alemán) define Sonderbehandlung como «ejecución» entre corchetes.
Un informe del Frente Oriental fechado el 25 de octubre de 1941 señala que «debido al grave peligro de epidemia, la completa liquidación de los judíos del gueto de Vitebsk fue iniciada el 8 de octubre de 1941. La cantidad de judíos a quien debe ser aplicado tratamiento especial es alrededor de 3.000». Un extracto de un decreto fechado el 20 de febrero de 1942 de la RSHA, escrito por Himmler, referente al tratamiento de "trabajadores civiles extranjeros" recomienda que en casos particularmente difíciles, se debe solicitar a la RSHA un tratamiento especial y añade que «el tratamiento especial tiene lugar por ahorcamiento». En una carta a la RSHA, el SS-Hauptsturmführer Heinz Trühe solicita camionetas de gas adicionales para «... un transporte de judíos, que deben ser tratados de una forma especial...» Las camionetas de gas eran vehículos que contenían un compartimento hermético donde las víctimas eran encerradas y se bombeaban gases de combustión, de forma que morían por los efectos combinados de intoxicación por monóxido de carbono y asfixia.

## Equipos
En alemán, "Sonder-", que significa "especial", puede ser usado para formar sustantivos compuestos. Además, en referencia a las acciones, los nazis utilizaron eufemismos para referirse al equipo real usado para llevar a cabo los asesinatos. En su carta, Trühe se refiere a las camionetas como "S-wagen" (S-vans); "Sonderwagen" (camionetas especiales) en su totalidad. Otras referencias documentadas incluyen "Sonderfahrzeug" (vehículo especial), "Spezialwagen" (camioneta especial) y "Hilfsmittel" (equipo auxiliar).
Varios ejemplos de este lenguaje no específico en referencia a los equipos pueden ser hallados en los documentos relativos al campo de concentración de Auschwitz. Una carta fechada el 21 de agosto de 1942 se refiere al Búnker 1 y al Búnker 2 (granjas al oeste de Birkenau convertidas en cámaras de gas) como "Badeanstalten für Sonderaktionen" (instalaciones de baño para acciones especiales). En la carta, estos términos se presentan entre comillas, lo que sugiere el carácter eufemístico de lo que se quiere decir. En los planos, las cámaras de gas del sótano del Crematorio II y III fueron simplemente marcados como "Leichenkeller 1" (morgue sótano 1) y las habitaciones del sótano para desvestirse fueron señaladas como "Leichenkeller 2". No obstante, una carta fechada el 27 de noviembre de 1942 dirigida al arquitecto en jefe de Auschwitz SS-Sturmbannführer Karl Bischoff se refiere a la morgue 1 del Crematorio II como la "Sonderkeller" (bodega especial). Una carta del SS-Sturmbannführer Rudolf Jährling dirigida a los fabricantes de hornos crematorios Topf und Söhne relativa a los Crematorios II y III y fechada el 6 de marzo de 1943 se refiere a la morgue 2 como una "Auskleideraum" (habitación para desvestirse). Las unidades de prisioneros forzadas a vaciar las cámaras de gas y cargar los cadáveres en los hornos crematorios eran conocidas como los Sonderkommando (escuadrones especiales). Un documento fechado el 26 de agosto de 1942 concedía a las autoridades del campo el envío de un camión «... a Dessau para recoger material para tratamiento especial...» (Dessau fue uno de los dos lugares donde se fabricaba el Zyklon B). Una carta fechada el 13 de octubre de 1942 firmada por Bischoff sostiene que la construcción de nuevas instalaciones de crematorios «... era necesaria de empezar inmediatamente en julio de 1942 debido a la situación provocada por las acciones especiales» El 8 de septiembre de 1943, 5.006 judíos fueron trasladados de Theresienstadt a Auschwitz bajo la designación «SB seis meses» Seis meses más tarde, el 9 de marzo de 1944, aquellos todavía con vida fueron gaseados.
En su diario, el SS-Obersturmführer y doctor Johann Kremer describe ver un gaseado masivo por primera vez: 

2 de septiembre de 1942: Por primera vez, a las 3:00 a.m. afuera, asistí a una acción especial. El Infierno de Dante me parece casi una comedia comparado con esto. ¡No llaman a Auschwitz el campo de aniquilación por nada!

Tres días después, Kremer describe los gaseamientos en masa de prisioneros demacrados, apodados «musulmanes»:

5 de septiembre de 1942: Por la mañana asistí a una acción especial del campo de concentración de mujeres (musulmanas), el más terrible de los horrores. El maestro sargento Thilo (médico de tropa) tenía razón cuando me dijo que este es el anus mundi. Por la noche, hacia las 8:00, asistí a otra acción especial de Holanda. Debido a las raciones especiales, ellos reciben una quinta parte de un litro de aguardiente, 5 cigarros, 100 g de salami y pan, todos los hombres claman por participar en tales acciones. Hoy mañana (domingo) trabajan

En una carta fechada el 29 de enero de 1943 del SS-Sturmbannführer Bischoff al SS-Oberführer Hans Kammler, Bischoff se refiere a la morgue subterránea 1 del Crematorio II en Auschwitz como un "Vergasungskeller", literalmente «sótano de gaseado». En la carta, la palabra está subrayada y en la parte superior del documento está escrito: "SS-Untersturmführer Kirschnek!" No había una política muy clara en la oficina de arquitectura de que términos tales como «cámara de gas» no debían ser usados; el teniente Kirschnek debió ser informado de este desliz. Citando esta carta extraordinaria, Robert Jan van Pelt afirma que, al usar «acción especial» o «tratamiento especial» en lugar de exterminio y asesinato, los primeros negadores del Holocausto fueron los propios nazis, ya que trataron de negarse a sí mismos lo que estaban haciendo.

## Perspectivas nazis
En el curso de las investigaciones y procesos penales de los crímenes de guerra nazis, se demostró que entre los implicados no había duda de lo que significaba este término. En su juicio, el SS-Obersturmbannführer Adolf Eichmann declaró que «todo el mundo sabía» que tratamiento especial significaba asesinato.
Según el SS-Gruppenführer y SS- und Polizeiführer superior Emil Mazuw: 

Durante la guerra, las SS no dio otro significado a Sonderbehandlung que no fuera matar. Estoy seguro de que oficiales de alto rango lo sabían. No sé si el común de las SS lo sabía o no. Según la terminología utilizada en ese momento, entiendo que «tratamiento especial» significa solo matar y nada más.